# Похилевич Дмитро Леонідович

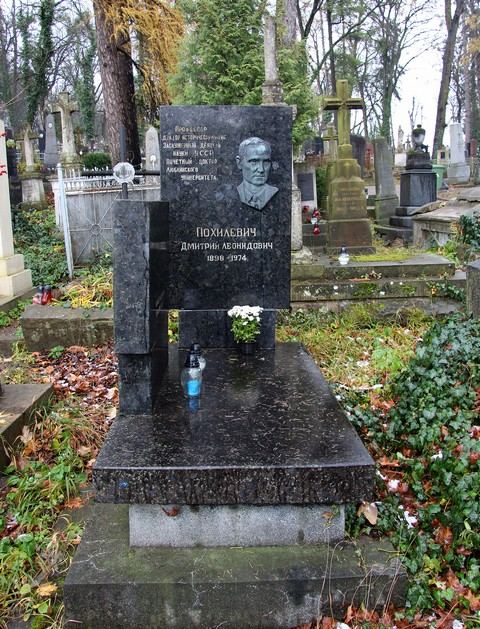

Дмитро Леонідович Похилевич (22 вересня 1897, с. Водотиї, Київська губернія — 29 серпня 1974, м. Львів) — український історик-славіст, доктор історичних наук, професор. Почесний доктор університету імені Марії Кюрі-Склодовської (1970). Заслужений діяч науки УРСР (1974). Викладач Львівського університету (1945—1974).

## Біографія
Дмитро Леонідович Похилевич народився 22 вересня 1897 року у селі Водотиї Брусилівського повіту, Київської губернії (нині — Брусилівський район, Житомирська область) в родині псаломщика церкви св. Миколая у Водотиях, Леонтія Олександровича Похилевича. Мати Дмитра, Устина Кузьмівна Антоненко походила з селянської родини. 1918 року закінчив Коростишівську вчительську семінарію (нині — Коростишівський педагогічний коледж імені І. Я. Франка), 1924 року — Київський інститут народної освіти.
Протягом 1921–1928 років сільський учитель, працівник у керівних органах народної освіти, викладач технікуму на Київщині. У 1929—1933 роках — аспірант при Всеукраїнській Академії Наук у Києві та Харкові, водночас перебував на адміністративно-науковій роботі. Від 1933 року призначений директором харківського Науково-дослідного інституту історії української культури імені академіка Дмитра Багалія, 1934 року звільнений з цієї посади та виключений із КП(б)У за «втрату більшовицької пильності в боротьбі з націоналістичними елементами», через що був відправлений до Вятського виправно-трудового табору на лісорозробки, де працював як робітник та статистик.
Згодом викладав у вишах РРФСР — в Арзамаському вчительському інституті (1935—1937), Свердловському (1940—1944) та Ярославському (1944—1945) педагогічних інститутах. Вивчав аграрні відносини в Україні, Білорусі та Литві у XV — XVIII століттях, а також соціально-економічні питання періоду феодалізму на теренах колишньої Російської імперії та Польщі. У 1938–1940 роках репресований за сфальсифікованим звинуваченням у «шпигунстві на користь Польщі». 1942 року захистив дисертацію на тему: «Аграрна реформа Сигізмунда Августа в історичній літературі» на отримання наукового ступіню кандидата історичних наук. Від листопада 1945 року до кінця життя працював Львівському університеті як завідувач кафедри історії середніх віків (до 1949), доцент кафедри історії Стародавнього світу і середніх віків (1949—1952), завідувач кафедри історії південних та західних слов'ян (1952—1973), професор цієї ж кафедри (1973—1974). 1951 року захистив дисертацію на тему: «Державні селяни західних воєводств Великого князівства Литовського в 16–18 ст.» на отримання наукового ступіню доктора історичних наук.
Мешкав у Львові в будинку на вулиці Матейка, 2. Помер 29 серпня 1974 року у Львові та похований на Личаківському цвинтарі, поле № 5.

## Наукова діяльність
Автор понад 110-ти наукових праць, зокрема:
- Крестьяне Белоруссии и Литвы в XVI−XVIII вв. — Львов: Изд-во Львовского университета, 1957. — 179 с.
- Згубна роль церковної унії в історії українського народу. — К.: 1958. — 40 с.
- Уніатська церква — ворог українського народу. — Львів: Книжково-журнальне вид-во 1960. — 84 с.
- Современный католицизм. — Москва: Знание, 1960. — 40 с.
- Польща в добу феодалізму: Лекції з курсу історії південних і західних слов'ян. — Львів, 1965. — 80 с.
- Крестьяне Белоруссии и Литвы во второй половине XVIII века. — Вильнюс: АН Литов. ССР. Ин-т истории, 1966. — 216 с.

Дослідницьку діяльність розпочав із вивчення участі армії та флоту в революції 1917 року в Україні, потім предметом його наук. зацікавлень були аграрні відносини в Речі Посполитій 16–18 ст. Автор фундаментального дослідження «Землеустройство и поземельный кадастр в Белоруссии, Литве и Украине в XVI–XVII вв.» (В кн.: Материалы по истории земледелия СССР: Сборник 1. — М., 1952. — 630 с.), публікацій джерел «Чорноморська фльота 1917 р.» («Архів Радянської України» (Харків), 1932, № 4–5), «Армія на Україні від Лютого до Жовтня» (Там само, 1933, № 7–8).
Автор невиданої монографії «Нариси з історії селян України, Білорусії і Литви в XIV–XVI ст.», головний редактор міжвузівського наукового збірника «Українське слов'янознавство» (1970—1973).